# 29 نوفمبر
- السبت
- الأحد
- الاثنين
- الثلاثاء
- الأربعاء
- الخميس
- الجمعة

- 110 جمادى الأولى 1447  هـ
- 211 جمادى الأولى 1447  هـ
- 312 جمادى الأولى 1447  هـ
- 413 جمادى الأولى 1447  هـ
- 514 جمادى الأولى 1447  هـ
- 615 جمادى الأولى 1447  هـ
- 716 جمادى الأولى 1447  هـ
- 817 جمادى الأولى 1447  هـ
- 918 جمادى الأولى 1447  هـ
- 1019 جمادى الأولى 1447  هـ
- 1120 جمادى الأولى 1447  هـ
- 1221 جمادى الأولى 1447  هـ
- 1322 جمادى الأولى 1447  هـ
- 1423 جمادى الأولى 1447  هـ
- 1524 جمادى الأولى 1447  هـ
- 1625 جمادى الأولى 1447  هـ
- 1726 جمادى الأولى 1447  هـ
- 1827 جمادى الأولى 1447  هـ
- 1928 جمادى الأولى 1447  هـ
- 2029 جمادى الأولى 1447  هـ
- 2130 جمادى الأولى 1447  هـ
- 221 جمادى الآخرة 1447  هـ
- 232 جمادى الآخرة 1447  هـ
- 243 جمادى الآخرة 1447  هـ
- 254 جمادى الآخرة 1447  هـ
- 265 جمادى الآخرة 1447  هـ
- 276 جمادى الآخرة 1447  هـ
- 287 جمادى الآخرة 1447  هـ
- 298 جمادى الآخرة 1447  هـ
- 309 جمادى الآخرة 1447  هـ
- 110 جمادى الآخرة 1447  هـ
- 211 جمادى الآخرة 1447  هـ
- 312 جمادى الآخرة 1447  هـ
- 413 جمادى الآخرة 1447  هـ
- 514 جمادى الآخرة 1447  هـ

29 نوفمبر أو 29 تشرين الثاني أو يوم 29\11 (اليوم التاسع والعشرين من الشهر الحادي عشر) هو اليوم الثالث والثلاثين بعد الثلاثمائة (333) من السنة، أو الرابع والثلاثين بعد الثلاثمائة (334) في السنوات الكبيسة، وفقًا للتقويم الميلادي الغربي (الغريغوري). يبقى بعده 32 يومًا على انتهاء السنة.

## أحداث
- 561 ـ وفاة كلوتير الأول ملك الفرنجة في كومبيين، وتقسيم مملكة الفرنجة بين أبنائه الأربعة.
- 800 ـ الإمبراطور شارلمان يصل إلى روما للتحقيق في المخالفات المنسوبة إلى البابا ليون الثالث.
- 1226 - لويس التاسع يتولى عرش فرنسا.
- 1394 - ملك مملكة جوسون في كوريا تايجو ينقل العاصمة من كايسونغ إلى هانيانغ والتي تعرف اليوم باسم سيول.
- 1777 ـ تأسيس مدينة سان هوزيه بولاية كاليفورنيا.
- 1781 ـ مجزرة زونغ: بحارة سفينة العبيد «زونغ» يغرقون في البحر 133 من الرقيق الأفارقة للحصول على التأمين.
- 1807 ـ نقل البلاط البرتغالي إلى البرازيل بعد فرار الملك جواو السادس من عاصمته لشبونة أمام جيوش نابليون بونابرت أثناء حرب الاستقلال الإسبانية.
- 1830 ـ اندلاع انتفاضة نوفمبر، وهي تمرد مسلح ضد الحكم الروسي لبولندا.
- 1899 - تأسس نادي برشلونة في إسبانيا.
- 1939 - سلطات الانتداب الفرنسي تقتطع لواء الإسكندرون من سوريا وتمنحه لتركيا.
- 1945 - قيام جمهورية يوغسلافيا الاشتراكية الاتحادية.
- 1947 - صدور قرار مجلس الأمن الدولي رقم 181 والداعي إلى تقسيم فلسطين بين العرب واليهود.
- 1951 - إعلان الإضراب العام في تونس إحتجاجًا على رفض فرنسا مطالب حكومة محمد شنيق الداعية للاستقلال وإنشاء مجلس نيابي.
- 1963 - الرئيس الأمريكي ليندون جونسون يشكل لجنة خاصة يرأسها رئيس المحكمة العليا «إيرل وارين» وذلك من أجل التحقيق في حادث اغتيال الرئيس جون كينيدي وذلك بعد أسبوع من الحادث.
- 1990 - مجلس الأمن يصدر القرار رقم 678 والقاضي باستخدام القوة لتحرير الكويت إذا لم ينسحب العراق منها قبل 15 يناير 1991.
- 2010 - اغتيال عالم الفيزياء النووية الإيراني مجيد شهرياري بواسطة قنبلة لاصقة علی سيارته.
- 2011 - ملك المغرب محمد السادس يكلف زعيم حزب العدالة والتنمية عبد الإله ابن كيران بتشكيل الحكومة الجديدة وذلك بعد حصول حزبه على الأغلبية في الانتخابات التشريعية، وهي الحكومة الأولى في المغرب التي يشكلها زعيم حزب حصل على أغلبية في البرلمان.
- 2012 - الجمعية العامة للأمم المتحدة تقر رفع مستوى عضوية فلسطين لدولة مراقب غير عضو في الأمم المتحدة وذلك بأغلبية 138 دولة ورفض 9 دول وامتناع 41 دولة عن التصويت.
- 2016 - تحطم طائرة خطوط طيران لاميا الرحلة 2933 التي كانت تُقِل لاعبي وطاقم نادي شابيكوينسي البرازيلي في منطقة لا يونيون الكولومبية، والحصيلة مقتل 71 شخصًا ونجاة 6 آخرين.
- 2017 -
  - انتحار الجنرال الكرواتي البوسني سلوبودان برالياك في المحكمة أثناء استماعه لحكم المحكمة الجنائية الدولية ليوغوسلافيا السابقة.
  - اللاعب السوري عمر خربين يفوز بجائزة أفضل لاعب كرة قدم في آسيا لسنة 2017.

## مواليد
- 1797 - غايتانو دونيزيتي، موسيقي إيطالي.
- 1799 - أموس برنسون ألكوت، كاتب ومدرس أمريكي.
- 1803 - كريستيان دوبلر، عالم فيزياء نمساوي.
- 1832 - لويزا ماي ألكوت، روائية أمريكية.
- 1835 - تسي شي، إمبراطورة الصين.
- 1849 - جون أمبروز فلمنج، مهندس كهرباء وعالم فيزياء إنجليزي.
- 1856 - تيوبالت فون بتمان هولفيغ، مستشار ألمانيا.
- 1857 - ثيودور إيشيرش، طبيب ألماني.
- 1874 - إيغاس مونيز، طبيب برتغالي حاصل على جائزة نوبل في الطب عام 1949.
- 1876 - نيللي تايلي روس، سياسية أمريكية.
- 1898 - كليف لويس، أديب أيرلندي.
- 1907 - هوراس باركر، عالم كيمياء حيوية وعالم أحياء دقيقة أمريكي.
- 1922 - عبد الحفيظ التطاوي، ممثل مصري.
- 1931 - يوري فوينوف، لاعب كرة قدم أوكراني.
- 1932 - جاك شيراك، الرئيس الثاني والعشرون لفرنسا.
- 1947 - بترا كيلي، ناشطة سياسية ألمانية.
- 1952 - جيف فاهاي، ممثل أمريكي.
- 1955 - حسن شيخ محمود، رئيس الصومال الثامن.
- 1961 -
  - توم سيزمور، ممثل أمريكي.
  - حميد الشاعري، مغني ليبي.
- 1964 - دون شيدل، ممثل أمريكي.
- 1965 - يوتاكا أوزاكي، مغني ياباني.
- 1969 -
  - بن أروها، لاعب ومدرب كرة قدم نيجيري.
  - توماس برولين، لاعب كرة قدم سويدي.
- 1973 - ريان غيغز، لاعب كرة قدم ويلزي.
- 1975 - رضا تكر، لاعب كرة قدم سعودي.
- 1976 - آنا فاريس، ممثلة أمريكية.
- 1977 -
  - شادي محمد، لاعب كرة قدم مصري.
  - إلهام حميدي، ممثلة إيرانية.
- 1987 - ستيفن أوهالرون، لاعب كرة قدم أيرلندي.
- 1991 - عبد العالي المحمدي، لاعب كرة قدم مغربي.

## وفيات
- 561 - كلوتير الأول، ملك الفرنجة.
- 1072 - ألب أرسلان، سلطان سلجوقي.
- 1285 - عبد الرحمن العبدلياني، فقيه مسلم ومفسّر عراقي.
- 1632 - فريدريش الخامس، ناخب بالاتينات.
- 1643 - كلاوديو مونتيفيردي، موسيقي إيطالي.
- 1694 - مارتشيلو مالبيكي، طبيب إيطالي.
- 1780 - ماريا تيريزا، ملكة المجر وبوهيميا وإمبراطورة الرومانية المقدسة.
- 1825 - وليام هال، حاكم مقاطعة ميشغان (ولاية ميشيغان حالياً)، وعميد في القوات البرية للولايات المتحدة.
- 1924 - جاكومو بوتشيني، ملحن أوبرا إيطالي.
- 1939 - فيليب شايدمان، مستشار ألمانيا.
- 1954 ـ جورج روبي، ممثل كوميدي ومغنٍّ إنجليزي.
- 1968 - فيصل بن تركي الأول بن عبد العزيز آل سعود، أمير سعودي.
- 1972 - كارل ستالينغ، موسيقي أمريكي.
- 1986 - كاري غرانت، ممثل أمريكي.
- 2001 - جورج هاريسون، مغني بريطاني وأحد أعضاء فرقة البيتلز
- 2009 -
  - زهير الكرمي، عالم وباحث فلسطيني.
  - فريال بنت فاروق الأول، أميرة مصرية.
- 2010 - ماريو مونيتشيلي، مخرج إيطالي.
- 2017 -
  - حسين نصار، أديب ومؤلف مصري.
  - سلوبودان برالياك، قائد عسكري كرواتي بوسني.
- 2020 - بابا بوبا ديوب، لاعب كره قدم سنغالي.
- 2023 - هنري كيسنجر، سياسي ودبلوماسي أمريكي.

## أعياد ومناسبات
- اليوم العالمي للتضامن مع الشعب الفلسطيني.
- يوم تحرير ألبانيا.

## وصلات خارجية
- وكالة الأنباء القطريَّة: حدث في مثل هذا اليوم.
- النيويورك تايمز: حدث في مثل هذا اليوم.
- BBC: حدث في مثل هذا اليوم.